# Gumare
Gumare è un villaggio del Botswana situato nel distretto Nordoccidentale, sottodistretto di Ngamiland West. Il villaggio, secondo il censimento del 2011, conta 8.532 abitanti.

## Località
Nel territorio del villaggio sono presenti le seguenti 17 località:
- Bodumatau di 13 abitanti,
- Katalangoti,
- Mapororo a ga Kayombo,
- Modia di 30 abitanti,
- Mowana,
- Nxabeqau di 52 abitanti,
- Qoboga di 43 abitanti,
- Roads Camp,
- Rural Roads Camp,
- Semotsoka di 61 abitanti,
- Thale di 94 abitanti,
- Tlama di 24 abitanti,
- Tshwanda (Xawache),
- Xaweche,
- Xcacha di 3 abitanti,
- Xokwedau di 53 abitanti,
- Xurube di 65 abitanti